# KCNK7
KCNK7 (англ. Potassium two pore domain channel subfamily K member 7) – білок, який кодується однойменним геном, розташованим у людей на короткому плечі 11-ї хромосоми. Довжина поліпептидного ланцюга білка становить 307 амінокислот, а молекулярна маса — 31 947.
| 10         |  | 20         |  | 30         |  | 40         |  | 50         |
| ---------- |  | ---------- |  | ---------- |  | ---------- |  | ---------- |
| MGGLRPWSRY |  | GLLVVAHLLA |  | LGLGAVVFQA |  | LEGPPACRLQ |  | AELRAELAAF |
| QAEHRACLPP |  | GALEELLGTA |  | LATQAHGVST |  | LGNSSEGRTW |  | DLPSALLFAA |
| SILTTTGYGH |  | MAPLSPGGKA |  | FCMVYAALGL |  | PASLALVATL |  | RHCLLPVLSR |
| PRAWVAVHWQ |  | LSPARAALLQ |  | AVALGLLVAS |  | SFVLLPALVL |  | WGLQGDCSLL |
| GAVYFCFSSL |  | STIGLEDLLP |  | GRGRSLHPVI |  | YHLGQLALLG |  | YLLLGLLAML |
| LAVETFSELP |  | QVRAMGKFFR |  | PSGPVTAEDQ |  | GGILGQDELA |  | LSTLPPAAPA |
| SGQAPAC    |  |            |  |            |  |            |  |            |

A: Аланін

C: Цистеїн

D: Аспарагінова кислота

E: Глутамінова кислота

F: Фенілаланін

G: Гліцин

H: Гістидин

I: Ізолейцин

K: Лізин

L: Лейцин

M: Метіонін

N: Аспарагін

P: Пролін

Q: Глутамін

R: Аргінін

S: Серин

T: Треонін

V: Валін

W: Триптофан

Кодований геном білок за функціями належить до іонних каналів, потенціалзалежних каналів. 
Задіяний у таких біологічних процесах, як транспорт іонів, транспорт, транспорт калію, альтернативний сплайсинг. 
Білок має сайт для зв'язування з калію. 
Локалізований у мембрані.